# ギブラン・ハムダン
ギブラン・ハムダン（Gibran Latif Hamdan 1981年2月8日- ）はカリフォルニア州サンディエゴ出身の元アメリカンフットボール選手。現役時代のポジションはQB。

## 経歴

### プロ入りまで
ハムダンの母親は16歳のときにパキスタン出身でパレスチナ人でイリノイ大学に所属している原子力技術者の父親と結婚した。サンディエゴで彼は生まれたが3歳のときに一家はクウェートに移った。
彼が9歳の時、イラクのクウェート侵攻があり、その時一家はバカンスをサンディエゴで過ごしていたがクウェートにある家も財産も全て失い、一家はそのままアメリカに留まることを決めメリーランド州ポトマックに居住するまで母親が散髪をして一家を支えた。
ハムダンはバージニア州の高校に進学しそこで先発QBとなり、バージニア州北部地区のパス獲得ヤードリーダーとなった。またバスケットボールのセンターとしてもプレイし、野球では15歳以下のアメリカ合衆国代表にも選ばれた。
インディアナ大学に進学し野球では3年次に.335の打率を残したが彼はアメリカンフットボールを選び3年間はアントワン・ランドレルの控えに甘んじた彼は4年次にパス293本中152本成功、2115ヤード、9タッチダウンの成績を残した。彼の獲得ヤードは大学史上7位のものとなりウィスコンシン大学戦でパス36回中24本成功、310ヤード4タッチダウンの成績を残し32-29で勝利した週にはビッグ・テン・カンファレンスの週間MVPに選ばれた。

### NFL
2003年のNFLドラフトで彼はワシントン・レッドスキンズから7巡目全体232番目で指名されて入団した。ロースターには2人のQBしか残れないため彼は最初の10週は練習生として在籍しその後ロースターに加わった。12月27日のフィラデルフィア・イーグルス戦でデビューし2回中1本のパスを成功し7ヤード獲得がこの年の成績であった。翌年春NFLヨーロッパに派遣された彼はクリント・ストーマーの控えQBとなった。9月のトレーニングキャンプで彼はチームからカットされた。
2005年にシアトル・シーホークスと契約しNFLに復帰した彼は再びNFLヨーロッパに派遣されアムステルダム・アドミラルズでカート・キトナーとの先発争いに勝ったが鎖骨を骨折しシーズンを終えた。4試合に出場し75本中39本のパスを成功556ヤード獲得、タッチダウンパス5、インターセプト2の成績を残した。彼はトレーニングキャンプ中にまたしてもカットされた。
2006年1月彼はシーホークスと再度契約を結び3年連続でNFLヨーロッパに参加することとなった。7試合目で足首を痛めてシーズンを終えたが彼はリーグのパス獲得ヤードリーダーとなり最優秀攻撃選手に選ばれた。7試合に出場した彼は162本中102本のパスを成功、1629ヤード獲得、12タッチダウン、インターセプト3の成績を残した。NFLヨーロッパ記録となるQBレイティング113.4の成績であったがそれでもシーホークスのロースターには残れず2006年8月28日にウェーバー公示された。サンフランシスコ・フォーティナイナーズが彼と契約したが同年9月3日にカットし練習生として再契約を結んだ。その後10月24日にマット・ハッセルベックが負傷したシーホークスと契約を結び12月5日にカットされ練習生とされるまで6試合ロースターに名前を連ねた。
シーホークスとの契約が2007年1月に切れると2月6日に彼はマイアミ・ドルフィンズと契約しベテランのトレント・グリーン、4年目のクレオ・レモン、ドラフト2巡指名のジョン・ベックとトレーニングキャンプで先発の座を争ったがプレシーズンの9月1日にカットされた。9月26日に先発QBのトレント・エドワーズが負傷したバッファロー・ビルズが彼と練習生として契約、10月19日にはクレイグ・ノールがカットされて彼はチームの第3QBとなった。11月4日のシンシナティ・ベンガルズ戦でエドワーズが負傷退場すると彼は控えQBとして出場を果たした。
2009年、制限つきフリーエージェントとなった彼は2月26日にビルズと再契約を結んだが11月19日にチームがブライアン・ブロームを獲得したためウェーバーされグリーンベイ・パッカーズのプラクティス・スクワッドとなった。QBのライアン・フィッツパトリックやコーナーバックのテレンス・マギーが故障者リスト入りしたため12月22日にビルズと再び契約を結んだ。
2010年、CFLのトロント・アルゴノーツと契約を結んだ。この年の6月アルゴノーツのミニキャンプで先発QB争いをしていたが突如現役引退を発表した。

## 私生活
ミネソタ・バイキングス、ウィニペグ・ブルーボマーズのヘッドコーチを務めたバド・グラントの孫娘と結婚している。